# Slovak Open 2018
Die Slovak Open 2018 im Badminton fanden vom 28. Februar bis zum 3. März 2018 in Trenčín statt.

## Sieger und Platzierte
| Disziplin    | Gold                       | Silber                                  | Bronze                                    |
| ------------ | -------------------------- | --------------------------------------- | ----------------------------------------- |
| Herreneinzel | Andre Marteen              | Adrian Dziółko                          | Hu Chuan-en                               |
| Herreneinzel | Andre Marteen              | Adrian Dziółko                          | Léo Rossi                                 |
| Dameneinzel  | Deng Xuan                  | Lin Hsiang-ti                           | Hung En-tzu                               |
| Dameneinzel  | Deng Xuan                  | Lin Hsiang-ti                           | Elizaveta Tarasova                        |
| Herrendoppel | Lu Chen Ye Hong-wei        | Pakin Kuna-Anuvit Natthapat Trinkajee   | Jaromír Janáček Tomáš Švejda              |
| Herrendoppel | Lu Chen Ye Hong-wei        | Pakin Kuna-Anuvit Natthapat Trinkajee   | Lin Yong-sheng Su Li-wei                  |
| Damendoppel  | Li Zi-qing Teng Chun-hsun  | Ruethaichanok Laisuan Supamart Mingchua | Verlaine Faulmann Margot Lambert          |
| Damendoppel  | Li Zi-qing Teng Chun-hsun  | Ruethaichanok Laisuan Supamart Mingchua | Supissara Paewsampran Puttita Supajirakul |
| Mixed        | Ye Hong-wei Teng Chun-hsun | Pakin Kuna-Anuvit Supissara Paewsampran | Mathieu Gangloff Margot Lambert           |
| Mixed        | Ye Hong-wei Teng Chun-hsun | Pakin Kuna-Anuvit Supissara Paewsampran | Lin Yong-sheng Lin Hsiang-ti              |